# Haval H7
La Haval H7, chiamata anche Great Wall Haval H7, è un'autovettura prodotta dal 2016 al 2021 dalla casa automobilistica cinese Great Wall con il marchio Haval.

## Descrizione

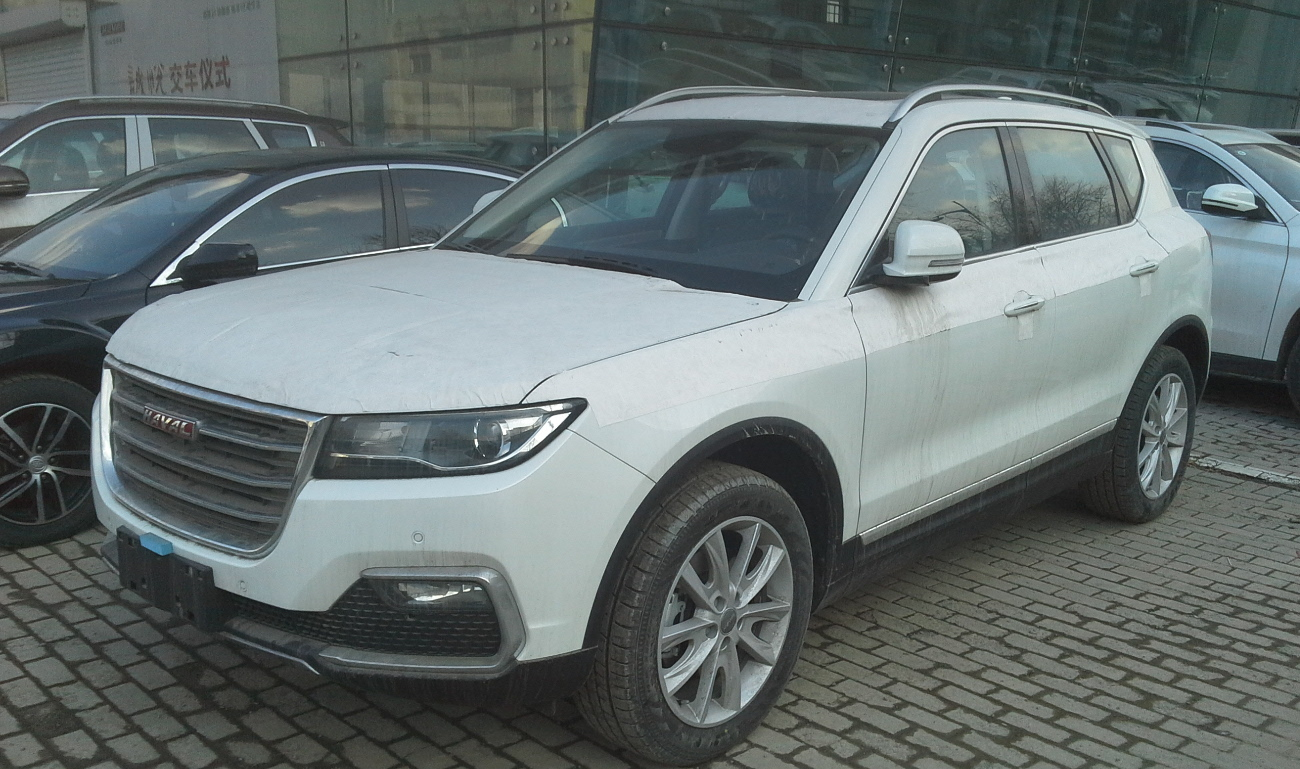
Haval H7 Red Label

L'Haval H7 è stato presentato in Cina nel 2015. Il motore dell'Haval H7 è un quattro cilindri turbo benzina a iniezione diretta da 2,0 litri da 231 CV/170 kW e 350 Nm di coppia abbinato a un cambio a doppia frizione a sei marce. 
L'Haval H7 è disponibile sia nei modelli a cinque posti e che a sette posti denominata H7L per il mercato interno cinese. La H7 per il mercato australiano ha debuttato nel primo trimestre del 2018 ed è essenzialmente la versione a sette posti rinominata H7. Mente in Cina è disponibile la trazione integrale, per l'Australia c'è soll la trazione anteriore come unica opzione.
L'allestimento top di gamma LUX dell'H7 comprende un tetto apribile panoramico, portellone posteriore automatico, display del quadro strumenti da 12,3 pollici e sistema di parcheggio semi-autonomo.
Per superare le più severe normative di sicurezza del mercato australiano, la H7 include un sistema per il monitoraggio degli angoli ciechi, sistema di assistenza al cambio di corsia, sensori per l'avviso del sopraggiungento di un veicolo posteriore, frenata automatica di emergenza, avviso di collisione anteriore e una telecamera a 360 gradi.